# Leendert Hasenbosch
Leendert Hasenbosch (auch Leondert Hussenlosch; * ca. 1695 vermutlich in Den Haag; † mutmaßlich vor Januar 1726 auf Ascension) war ein Angestellter der Niederländischen Ostindien-Kompagnie, der als Schiffsschreiber beschäftigt war und während einer Reise von Kapstadt nach Amsterdam nach einem Strafverfahren wegen Homosexualität vom Kapitän auf Ascension im Atlantik ausgesetzt wurde. Dort schrieb Hasenbosch vom 5. Mai bis 14. Oktober 1725 ein Tagebuch, das im Januar 1726 neben einigen weiteren persönlichen Gegenständen von britischen Seeleuten aufgefunden wurde. Sein weiteres Schicksal ist ungeklärt, da keine sterblichen Überreste entdeckt wurden.

## Herkunft und Leben
Leendert Hasenbosch wurde mutmaßlich 1695 im holländischen Den Haag geboren. Um das Jahr 1709 wanderte sein verwitweter Vater Johannes Hasenbosch (1672–1723) mit drei Töchtern nach Batavia aus, während Leendert in den Niederlanden zurückblieb. Am 17. Januar 1714 wurde Hasenbosch Soldat der Vereenigde Oost-Indische Compagnie (VOC) und ging in Enkhuizen mit dem Truppentransporter Corssloot nach Batavia, wo er am 13. August 1714 ankam und etwa ein Jahr stationiert war. Sein Vater war dort als Küster einer Kirche beschäftigt. Von 1715 bis 1720 diente Hasenbosch im indischen Kochi, damals eine holländische Niederlassung. Dort führte die VOC damals mehrere verlustreiche Strafexpeditionen gegen regionale Fürsten durch. Im Juni 1718 spendete Hasenbosch eine vergleichsweise hohe Summe (zwei Drittel seines damaligen Jahreseinkommens) zugunsten eines örtlichen Pflegeheims für Leprakranke. 1720 kehrte er nach Batavia zurück, wo er 1721 oder 1722 zum Feldwebel befördert wurde. Anschließend wurde er als Buchhalter im „Utrechter Tor“ von Batavia eingesetzt. Aus unbekannten Gründen übertrug Hasenbosch am 15. August 1722 sein gesamtes ausstehendes Gehalt an einen Jan Backer in den Niederlanden, der das Geld ein Jahr später auch tatsächlich erhielt.

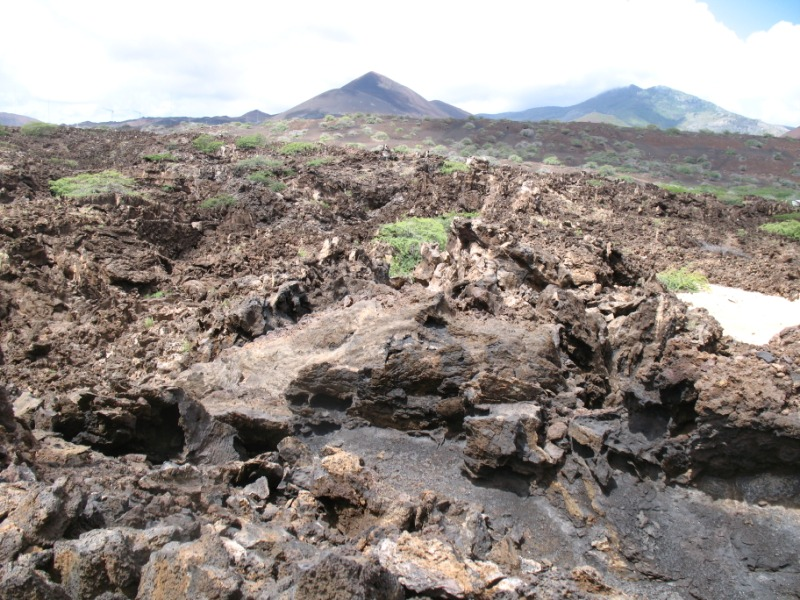
Erkaltete Lava auf Ascension

Im Oktober 1724 ging Hasenbosch als Schreiber an Bord des VOC-Schiffs Prattenberg, das am 1. Dezember 1724 von Batavia aus in See stach, um in die Niederlande zurückzukehren. Laut Logbuch brach während der Reise unter den Mannschaften eine Seuche mit zwanzig Todesopfern aus. Vom 19. März bis 11. April machte die Prattenberg einen Zwischenstopp in Kapstadt und brach schließlich in einer Flotte von insgesamt 23 Schiffen nach Europa auf. Am 17. April 1725 wurde Hasenbosch während der Fahrt vom Breede Raad, einem Gremium aus allen Kapitänen der Flotte unter Leitung des Kommodore Ewout van Dishoeck, als „Schurke“ wegen Homosexualität verurteilt (damals als Sodomie bezeichnet) und während der Weiterfahrt am 5. Mai desselben Jahres von der Mannschaft auf Ascension ausgesetzt.

## Tagebuch auf Ascension
Hasenbosch führte nach Angaben in der gedruckten Erstausgabe von 1726 seit dem 5. Mai 1725 auf Ascension Tagebuch. Das niederländische Original ist verschollen, sodass es nicht möglich ist, die Zuverlässigkeit der englischen Übersetzungen zu überprüfen. In Sodomy Punish’d berichtet er auf 26 Seiten über sein Schicksal. Demnach wurde er mit einem Wasserbehälter, zwei Eimern, einer alten Bratpfanne, geringen Nahrungsvorräten (Reis) und einem Zelt auf der Insel ausgesetzt. Der Kapitän Jan van der Heiden soll ihn mit den Worten getröstet haben, dass um diese Zeit des Jahres häufiger Schiffe vorbeikämen.

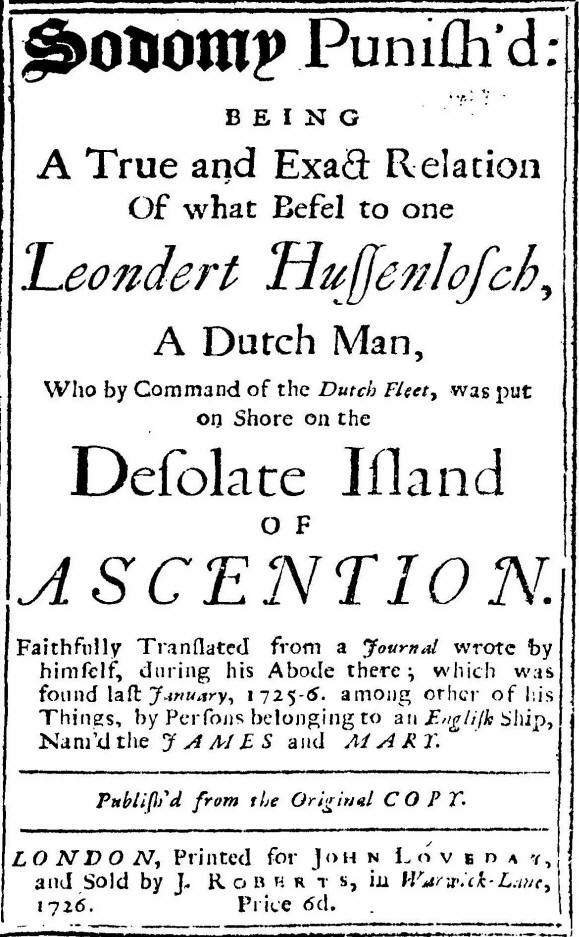
Titelseite von Sodomy punish’d, der ersten gedruckten Tagebuchausgabe bei John Loveday, London 1726.

Mangels Munition war sein Gewehr nutzlos. Er fing Tölpel, andere Vögel und Schildkröten, konnte allerdings keine der zahlreichen Ziegen erlegen, die die Insel bevölkerten. Da er keine ergiebigen Wasserquellen fand, löschte er seinen Durst zeitweise mit Kräutern (etwa Portulak), Zwiebeln und dem Blut von Schildkröten. Von moralischen Selbstzweifeln befallen und aufgestört durch ungewöhnliche Geräusche fleht Hasenbosch alle „niederträchtigen“ Menschen an, „dem Teufel kein Ohr zu leihen“ und sich ganz der Obhut Gottes anzuvertrauen. Er bekennt sich als „Sodomit“ und berichtet von seinem Kameraden Andrew Marsserven (Andries van Maarseveen), einem „verdorbenen“ und „ungetauften“ Menschen, der ihm drohend in seinen Albträumen erscheint. Der aus Utrecht stammende Marsserven/Maarseveen reiste als Matrose der VOC auf einem anderen Schiff des Konvois mit. Das Tagebuch endet mit dem Eintrag: „Vom 9. bis 14. Oktober lebte ich wie gewohnt“. Ob er verdurstet oder verhungert ist, an einer Krankheit starb oder doch von einem Schiff abgeholt wurde, bleibt nach Anmerkung des Herausgebers „ein Geheimnis“.

## Auffindung des Tagebuchs
Seeleute der britischen Schiffe James and Mary und Compton, möglicherweise der Offizier John Balchen, sollen im Januar 1726 die Habseligkeiten von Hasenbosch entdeckt und dessen Tagebuch nach England gebracht haben. Die genaueren Umstände der Auffindung bleiben trotz Nachforschungen ungeklärt: Die Compton hatte ein Leck und musste dringend repariert werden, weshalb sie mit dem Schwesterschiff am 19. Januar 1726 in der Clarence Bay auf Ascension ankerte. Balchen notierte unter dem 20. Januar in sein Tagebuch: „An diesem Morgen kehrte ein Boot mit zwei Leuten zurück und ließ acht am Strand zurück, die wir später wieder abholten. Bei der Gelegenheit fanden wir ein Zelt mit einer Schlafstätte und einigen Büchern und Papieren, aus denen hervorging, dass sie einem Holländer gehörten, der im vergangenen Mai der Sodomie beschuldigt und hier am Strand ausgesetzt wurde. Wir konnten ihn nicht finden, glauben also, dass er an Wassermangel zugrunde ging (…).“ Abweichend von Balchens Eintrag schrieb der Kapitän der Compton, Mawson, in sein Tagebuch, in seiner Mannschaft gebe es niemanden, der ausreichend holländisch verstehe, um die Papiere zu lesen. Es sei nach dem ausgesetzten Mann oder dessen Überresten gesucht, aber nichts gefunden worden. Mawson äußerte wegen der zahlreichen Hinterlassenschaften einschließlich der Papiere die Vermutung, dass Hasenbosch die Insel nicht verlassen habe.

## Rezeption im 18. Jahrhundert
Im 18. Jahrhundert wurden drei voneinander abweichende Versionen der angeblichen Handschrift im Druck veröffentlicht. Im Vorwort der Erstausgabe heißt es, der Text sei als abschreckendes Beispiel von Homosexualität zu verstehen, wo die Regierung doch soeben „drei prominente Straftäter“, die sich dieses Lasters schuldig gemacht hätten, verurteilt habe. Damit könnten Männer wie William Brown, Richard Rutstead und Thomas Newton gemeint gewesen sein, deren Fälle 1725 für Aufsehen sorgten. Die gedruckte Tagebuchfassung von Hasenbosch ist insofern weniger als authentisches Lebenszeugnis des Schiffbrüchigen, denn als tagesaktuelle Propaganda-Schrift zu verstehen. Im Vorwort heißt es mit zeittypischer Dramatik: „Mögen seine Widrigkeiten, neben anderen Arten von Strafen für dieses verabscheuungswürdige Verbrechen, das bei uns so gegenwärtig ist, eine dringende Aufforderung an alle sein, die sich auf irgendeine Art und Weise schuldig gemacht haben, zu bereuen.“ Neben der Erstausgabe von 1726, die ausweislich des Titelblatts nach der Handschrift angefertigt wurde, liegen zwei alternative Fassungen von 1728 (A Authentick Relation) und von 1730 (The Just Vengeance of Heaven Exemplify’d) vor. Während in der Erstausgabe fälschlich von Leondert Hussenlosch die Rede ist, gibt es in der zweiten Ausgabe, die sich auch auf die Handschrift beruft, die beim Drucker einzusehen sei, keinen Hinweis auf die Identität des Schiffbrüchigen. Die dritte Veröffentlichung von 1730 ist stark moralisierend und ergänzt die Ursprungstexte um Passagen, in denen Homosexualität angeprangert wird. Nur in dieser Ausgabe ist auch davon die Rede, dass neben dem Tagebuch das Skelett von Hasenbosch gefunden worden sei, was offenkundig nicht den Tatsachen entspricht.

## Wissenschaftliche Aufarbeitung
Eine teils fiktive Textfassung lieferte 1976 der amerikanische Autor Peter Agnos (The Queer Dutchman), dessen Buch gleichwohl verschiedentlich als Originalquelle zitiert wurde. Die wissenschaftliche Aufarbeitung begann erst mit Michiel Koolbergens Buch Een Hollandse Robinson Crusoë (Leiden 2002). Der Kunsthistoriker forschte jahrelang in britischen und holländischen Archiven und klärte dabei die Identität von Hasenbosch. Alex Ritsema legte 2006 eine auf diesen Vorarbeiten beruhende, erweiterte Fassung vor, die 2010 in zweiter, überarbeiteter Auflage erschien (A Dutch Castaway on Ascension Island).